# Alberto Camargo
Luis Alberto Camargo Gonzalez (nascido em 28 de fevereiro de 1967) é um ex-ciclista colombiano. Ele competiu em nove Grandes Voltas entre 1987 e 1994.